# Mennessis
Mennessis település Franciaországban, Aisne megyében. Lakosainak száma 407 fő (2022. január 1.). Mennessis Frières-Faillouël, Jussy, Liez, Remigny és Tergnier községekkel határos.

## Népesség
A település népességének változása:
| Lakosok száma | 403  | 381  | 372  | 386  | 424  | 431  | 408  | 392  | 394  | 407  |
|               | 1968 | 1982 | 1990 | 2006 | 2013 | 2015 | 2017 | 2019 | 2020 | 2022 |